# Botanični vrt Lal Bagh
Botanični vrt Lal Bagh ali preprosto Lalbagh (dob. 'rdeči vrt') je botanični vrt v Bangaloreju v Indiji z več kot 200-letno zgodovino. Vrt je bil prvič načrtovan in postavljen med dalavaištvom Hiderja Alija, kasneje pa so pred indijsko neodvisnostjo upravljali številni britanski nadzorniki. Zaslužen je bil za vnos in razmnoževanje številnih okrasnih rastlin ter rastlin gospodarskega pomena. Imel je tudi družbeno funkcijo kot park in rekreacijski prostor, z osrednjo stekleno hišo iz leta 1890, ki je bila uporabljena za razstave cvetja. V sodobnem času gosti dve cvetlični razstavi, ki sovpadata s tednom dneva republike (26. januarja) in dneva neodvisnosti (15. avgusta). Kot mestna zelena površina, skupaj s parkom Cubbon, je tudi dom številnim divjim vrstam ptic in drugim divjim živalim. V vrtu je tudi jezero, ki meji na veliko skalo, na kateri je bil v času vladavine Kempegovda II. opazovalni stolp.

## Zgodovina
Hider Ali je leta 1760 naročil gradnjo tega vrta, vendar ga je dokončal njegov sin Tipu Sultan. Bagh je v hindijščini 'vrt', medtem ko se o sklicevanju na predpono Lal razpravlja in bi se lahko nanašalo na rdečo barvo zaradi njene prvotne cvetlične sestave, vendar Lal pomeni tudi 'ljubljeni'. Hider Ali se je odločil ustvariti ta vrt po vzoru mogulskih vrtov, ki so v njegovem času postajali vse bolj priljubljeni. Hider Ali je uredil te znamenite botanične vrtove, njegov sin Tipu Sultan pa jim je dodal hortikulturno bogastvo z uvozom dreves in rastlin iz več držav. Vrtove Lal Bagh sta upravljala Mohamed Ali in njegov sin Abdul Khader, temeljili pa so na zasnovi mogulskih vrtov, ki so nekoč stali v Siri, na razdalji 120 km od Bangaloreja. Takrat je bila Sira sedež strateško pomembne najjužnejše mogulske sube (province) Dekana pred Britanskim Rajom.
Vrtovi Lalbagh so bili ustvarjeni do 18. stoletja; z leti je pridobil prvo indijsko uro za trate in največjo zbirko redkih rastlin na podcelini. Po britanski osvojitvi kneževine Misore leta 1799 je bil vrt pod vodstvom majorja Gilberta Waugha, plačanca družbe, leta 1814 pa je bil njegov nadzor prenesen na vlado Misore s pozivom Waugha markizu Hastingsu, da bi ga morali dodeliti pod botanični vrt v Fort Williamu v Kalkuti. To je bilo sprejeto in 24. aprila 1819 je bil zadolžen za nadzor Nathaniel Wallich. To se je nadaljevalo do leta 1831, ko je bil zadolžen komisar Misoreja. Z Williamom Munrom, vojaškim častnikom in amaterskim botanikom, ki je bil zadolžen za bangalorejski del, je bilo ustanovljeno kmetijsko in vrtnarsko društvo. Društvo je pisalo komisarju Misoreja, siru Marku Cubbonu, in zahtevalo skrbništvo nad vrtom Lalbagh. Cubbon je dobil nadzor in v tem obdobju je bil uporabljen za vrtnarsko usposabljanje. Bangalorejski del družbe je bil razpuščen leta 1842, vrtovi pa so ostali neupravljani.
Leta 1855 je bil Hugh Cleghorn imenovan za botaničnega svetovalca komisarja Misoreja. Cleghorn in Jaffrey, nadzornika Kmetijsko-hortikulturnega društva Madras, sta pregledala različna mesta za hortikulturni vrt in ugotovila, da Lalbagh ustreza njunemu namenu, čeprav je daleč od Cantonmenta, britanskega središča mesta. Predlagal je imenovanje evropskega nadzornika, ki bi bil pod nadzorom glavnega komisarja. Cleghorn je bil proti uporabi Lalbagha za komercialna podjetja in je namesto tega predlagal, da bi moral biti cilj izboljšanje uporabe avtohtonih rastlin, pomoč pri uvajanju uporabnih eksotičnih vrst in pomoč pri izmenjavi rastlinskega in semenskega materiala z drugimi vrtovi v Madrasu, Kalkuti in Ootyju. Po Cubbonovih ukazih je bil Lalbagh avgusta 1856 preoblikovan v vladni botanični vrt in iz Kewa so poiskali profesionalnega hortikulturista. William New je bil priporočen in prispel je v Bangalore 10. aprila 1858. Newova pogodba se je končala v letih 1863-64 in zamenjal ga je Allan Adamson Black, ki je delal v Kew Herbariju.
Black pa je trpel zaradi slabega zdravja in je odstopil leta 1865. Umrl je po obisku brata v Rangunu na krovu HMS Dalhousie ob Kokosovih otokih 4. decembra 1865. New je bil nato ponovno imenovan. V njegovem katalogu rastlin iz Lalbagha iz leta 1861 so bile številne gospodarske in okrasne rastline, vključno s kinhono, kavo, čajem, makadamijo, hikorijem, orehi, rododendroni, kamelijami in bugenvilijami. New je umrl leta 1873 in sledil mu je John Cameron, prav tako iz Kewa. Cameron je imel dodatno podporo maharadže iz Misora, ki je bil imenovan leta 1881 in predstavitve so vključevale Araucarias (A. cookiei in A. bidwilli), ciprese (Cupressus sempervirens), topiarje iz Hamelia patens.
V letih 1890–1891 so dodali osrednjo tribuno in rastlinjak (za cvetlične predstave), ki sta ga izdelala Walter Macfarlane in Company of Glasgow z železnimi stebri. Cameron je pomagal tudi pri uvedbi komercialnih poljščin, kot so zelje, cvetača, repa, redkev, rabarbara, zelena in koleraba. Predstavljena drevesa so vključevala baobab iz Afrike, Brownea rosea s Karibov in Catha edulis iz Jemna. Cameron se je upokojil leta 1908 in sledil mu je Gustav Herman Krumbiegel. V 1860-ih sta bila ustanovljena menažerija in ptičnica. Zgrajen je bil golobnjak za 100 ptic. Po kugi se je vzdrževanje poslabšalo in leta 1900 so predlagali, da bi zverinjak in ptičarjo zaprli. Kapitan S.S.Flower je poročal, da vključuje dvorišče, zgrajeno med letoma 1850 in 1860, ki ima tigre in nosoroge; ptičnica; opičja hiša z orangutanom; ograda z blackbuckom, chitalom, sambarskim jelenom, lajajočim jelenom in parom emujev; medvedja hiša in ograda za pave.
Leta 1874 je imel Lalbagh površino 180.000 m². Leta 1889 je bilo na vzhodni strani dodanih 30 hektarjev, leta 1891 je sledilo 13 hektarjev, vključno s skalo s stolpom Kempegowda, in še 94 hektarjev leta 1894 na vzhodni strani tik pod skalo, kar je skupaj znašalo 188 hektarjev (760.000 m²). Temeljni kamen za steklenjak po vzoru londonske Kristalne palače je 30. novembra 1889 položil princ Albert Victor, zgrajena pa je bila v času Johna Camerona. Zgrajen je bil iz litega železa iz livarne Saracen v Glasgowu v Veliki Britaniji. Ta struktura je bila razširjena leta 1935, tokrat z jeklom podjetja Mysore Iron and Steel Company v Bhadravatiju.
Oddelek za hortikulturo se je odločil zapreti botanični vrt Lalbagh v soboto, 21. marca 2020, da bi se izognil javnim zbiranjem zaradi pandemije COVID-19. Tretji teden maja je vlada dovolila, da so parki odprti le od 7.00 do 9.00 in 16.00. do 19. ure.
Pandemija COVID-19 je povzročila odpoved razstave cvetja Lalbagh na dan neodvisnosti leta 2020. Zaradi pandemije v Lalbaghu leta 2020 tudi niso izdelali melase iz manga in nangke (Jackfruit).

## Opis
Lalbagh je 240 hektarjev (0,97 km²) velik vrt in je v južnem Bangaloreju. Prireja dve razstavi cvetja in ima več kot 1000 vrst rastlin s številnimi drevesi, ki so stara več kot sto let.
Vrt meji na enega od stolpov, ki jih je postavil ustanovitelj Bangaloreja Kempe Govda. V parku je nekaj redkih vrst rastlin, prinesenih iz Irana, Afganistana in Francije. Z zapletenim zalivalnim sistemom za namakanje je ta vrt estetsko oblikovan s tratami, gredicami, lotosovimi bazeni in fontanami. Večina stoletnih dreves je označenih za lažje prepoznavanje. Skala Lalbagh, ena najstarejših kamnitih formacij na zemlji, stara 3000 milijonov let, je še ena zanimivost, ki privablja množice.

### Vrata
Lalbagh ima štiri vrata. Vzhodna vrata so blizu kroga Siddapura (krog K.H - dvojna cesta K.H) in lahko vstopite skozi ta vrata in uživate v gozdnatem vzdušju vrta. Severozahodni zid meji na cesto Krumbiegal, imenovano po G.H. Krumbiegal, zadnji nadzornik pred osamosvojitvijo.
Zahodna vrata imajo široko cesto, blizu katere je Džajanagar, Bangalore. Južna vrata se pogosto imenujejo majhna vrata in se odpirajo blizu Ašokovega stebra. Severna vrata so dokaj široka in velika cesta, ki vodi do Steklene hiše in služi kot glavni vhod.

## Turizem in eko razvoj
Cvetlične razstave potekajo vsako leto v tednu ob dnevu republike in dnevu neodvisnosti, da bi ljudi seznanili s pestrostjo rastlinstva in spodbudili zanimanje javnosti za ohranjanje in gojenje rastlin. Avgusta 2022, ob 75. dnevu neodvisnosti, je bila izvedena razstava cvetja v čast Rajkumarja in Puneetha Rajkumarja, ki prikazuje njuno življenjsko pot. Udeležilo se ga je 8,34 lakh ljudi.
Bonsajski vrt je bil dodan leta 2002. Poleg tega je v Lalbaghu še Topiary Garden, Rose Garden in Lotos Garden.
Leta 2017 je bil na skrajnem vzhodnem robu jezera naročen umetni slap.
Lalbagh je dober kraj za opazovanje ptic v jezeru in na tleh.
Lalbagh ima tudi Garden center, kjer lahko občani kupijo okrasne rastline. S tem upravlja Moška zadruga Nursery.
Turistična atrakcija v vrtovih je tudi geološki spomenik polotoške formacije gnajsa. Indijski geološki zavod je označil ta spomenik na hribu Lalbagh, ki je sestavljen iz 3000 milijonov let starih polotoških gnajsnih kamnin. Eden od štirih kardinalnih stolpov, ki jih je postavil Kempegovda II., ki je tudi velika turistična atrakcija, je viden nad tem hribom. Ta stolp ponuja pogled na Bangalore z vrha.

## Preservation Act, 1979
Zakon o ohranjanju iz leta 1979, ki ga je sprejela vlada Karnatake, da bi ohranila edinstvenost parka, je v skladu z določbo Zakona o vladnem parku Karnataka (ohranjanje) iz leta 1975, ki določa:
V skladu s tem je določeno, da se nobeni organizaciji ali posameznikom na območjih Cubbon Park in Lalbagh ne sme dodeliti nobenih zemljišč niti ne dovoliti nobenih nadaljnjih gradenj, bodisi začasnih ali trajnih, razen gradenj, ki jih prevzame Oddelek za hortikulturo v podporo ciljem oddelek.

## Galerija
- Botanični vrt Lal Bagh ali Lalbagh je dobro znan botanični vrt v južnem Bangaloreju v Indiji
- Kempegovda stolp
- Stranski pogled na steklenjak
- Notranji pogled na steklenjak
- Največji znani Bombax malabaricum primerek 'rdečega svilenega bombaža' ali 'kapoka' (včasih naveden kot Ceiba pentandra), ki je v Lalbaghu
- Večerni pogled na jezero
- Japonski okrasni spomenik v Lalbaghu
- Pot ob jezeru Lalbagh
- Kip Sri Čamaradžendre Vodejarja, nekdanjega vladarja Misoreja v Lalbaghu. Sponzoriral je tudi znamenito potovanje Svamija Vivekanande v Chicago leta 1893
- Pogled na jezero Lalbagh
- Trata znotraj Lalbagha
- Lotosovo jezero